# Shuikou (Longzhou)
Shuikou (chinesisch 水口镇, Pinyin Shuǐkǒu zhèn) ist eine Großgemeinde im Südwesten der Volksrepublik China. Sie gehört zum Verwaltungsgebiet des Kreises Longzhou, der seinerseits der bezirksfreien Stadt Chongzuo im Autonomen Gebiet Guangxi der Zhuang unterstellt ist. Die Großgemeinde Shuikou verwaltet ein Territorium von 183 Quadratkilometern mit einer Gesamtbevölkerung von 21.157 Personen am Ende des Jahres 2015. Die Bevölkerungszählung des Jahres 2000 hatte eine Gesamtbevölkerung von 21.309 Personen in 5677 Haushalten ergeben, davon 11.297 Männer und 10.012 Frauen. Die Bevölkerung besteht vorwiegend aus Zhuang und Han.
Shuikou liegt im Westen des Kreises Longzhou und grenzt im Westen an Vietnam. Im Norden und Osten grenzt es an die Staatsfarm Yaonong, im Süden an die Großgemeinde Xiadong und im Norden an die Gemeinde Wude. Das Relief ist bergig und fällt von Nordwesten nach Südosten ab. Die wichtigsten Berge Shuikous sind der Bajiao Shan und der Baotai Shan. Die wichtigsten Flüsse sind der Shuikou He und der Tonggui He. Shuikou verfügt über 26,5 Quadratkilometer Ackerland und ein mildes subtropisches Klima mit genügend Niederschlag und Sonnenstunden bei einer Jahresdurchschnittstemperatur von etwa 21 °C. In Shuikou werden vor allem Zuckerrohr, Nassreis, Mais, Bohnen und Obst wie Jackfrucht  angebaut. Die wichtigsten Industriebetriebe Shuikous sind in der Nahrungsmittel- und Arzneimittelherstellung tätig. Durch seine Lage an der Provinzstraße 325 und der Fernstraße Chongzuo-Shuikou, den Grenzübergang nach Vietnam sowie durch seine Bildungs- und medizinische Infrastruktur hat Shuikou eine regionale Bedeutung. Es gibt einige Denkmäler, die an die Ereignisse rund um den chinesisch-französischen Krieg von 1885 erinnern.
Shuikou war vor der Errichtung der Volksrepublik eine Gemeinde und wurde 1958 in die Volkskommune Shuikou umgewandelt. Im Jahre 1961 wurde die Volkskomme in die drei Kommunen Shuikou, Luohui und Lengqiao aufgeteilt und ein Jahr später wieder zu einer einzigen Volkskomme zusammengeführt. Im Jahre 1969 wurde der zu Lengqiao gehörende Teil von Shuikou der Volkskommune Xiaxiu zugeteilt. Im Jahre 1984 wurde die Gemeinde Shuikou wiederhergestellt und im Jahre 1992 zu einer Großgemeinde ernannt. Per Ende 2018 ist auf Dorfebene in eine Einwohnergemeinschaft und zehn Dörfer untergliedert: 
- Einwohnergemeinschaft Glückliche Heimstätte für alle (共宜幸福家园社区)
- Dörfer Heping (合平村), Donggui (洞桂村), Gonghe (共和村), Gengyi (埂宜村), Yanshan (沿山村), Luohui (罗回村), Beisheng (北胜村), Kangning (康宁村), Siqi (思奇村), Dushan (独山村).[3]